# イタヤラ
イタヤラ (学名：Epinephelus itajara)は、ハタ科に分類される魚類の一種。硬骨魚類の中で最大の種のひとつ。

## 名称
歴史的には「jewfish (ユダヤ人の魚)」と呼ばれてきた。語源は不明だが、1697年に使用されていたことが確認されており、1996年に評価を行った結果、ユダヤ人に対しての風刺に関連していると結論づけられ、本種がカシュルートとみなされているから、という解釈には裏付けがほとんどなかった。他にはイタリア語で「底魚」を意味する「giupesce」に由来する説や、「jawfish (顎の魚)」の発音が変化した説などがある。1927年、抗議活動を受けてニューヨーク水族館は本種の名前を「Junefish」とした。2001年、米国水産学会は「jewfish」が差別的な名称であるとの指摘を受け、本種の名前を「goliath grouper」に変更した。

## 分布と生息地
フロリダ州北東部から南はメキシコ湾とカリブ海を通り、南アメリカ大陸のブラジルまでの西大西洋、セネガルからカビンダまでの西アフリカの東大西洋に分布する。メキシコからペルーまでの東太平洋の個体群はPacific goliath grouperとして独立した。水深1 - 100 mで観察されている。成魚は通常岩礁、難破船、人工礁、石油プラットフォームに生息し、サンゴ礁では稀。幼魚は主にマングローブ林に生息するが、その付近の水路でも見られる。マングローブ林は本種の重要な生育場所として機能しており、持続的な個体群を育成するには、適切な水条件が必要である。幼魚はマングローブ林に5 - 6年間留まり、体長約1 mに成長すると、より深い沖合の生息地に向けて出発する。

## 形態
体長2.5 m、体重363 kgまで成長する。体色は黄褐色から灰色、緑がかったものなど様々で、頭、体、鰭に小黒点が散らばる。体長1 m未満の個体には、体側面に3 - 4本の縦帯が入る。体は長く、幅広で平らな頭と小さな目を持つ。下顎には3 - 5列の歯があり、前部に犬歯は無い。鱗は櫛鱗である。背鰭は連続した一基で、棘条よりも軟条の方が長い。胸鰭は丸く、腹鰭よりも著しく大きい。尾鰭は丸みを帯びる。

## 生態
動きの遅い魚や甲殻類を捕食する。寿命は37 年を超え、世代間の長さは21.5年と推定されている。雌雄同体であるという仮説が立てられているが、確認はされていない。雄は体長約115 cm、年齢4 - 6歳で、雌は体長約 125 cm、年齢6 - 8歳で性成熟する。150匹未満と、比較的小規模な集団産卵を行う。

## 保全
乱獲と産卵集団の捕獲に対して脆弱である。幼魚は悪天候など、環境の影響を受けやすい。特に高齢の雄では、体内の水銀濃度が高いと肝障害や死亡につながり、卵の生存率が低下する可能性もある。本種の重要な生育環境であるマングローブ林の環境悪化により、幼魚の生存が脅かされている。2011年には近絶滅種とされたが、2021年に絶滅危惧種となった。 2016年の評価では、1950年から2014年までに個体数が約33%減少したことが示された。1990 年以降は米国の本土水域で、1993 年以降は米国のカリブ海域で、漁獲が完全に一時停止され、捕獲してもすぐに放流することが定められている。
2021年10月、エバーグレーズ国立公園から最大50匹、全体で年間200匹の漁獲を許可することが提案された。パームビーチ郡南部からキーズの大西洋岸までを除くすべての州水域で娯楽漁業が許可されることになる。この提案は2022年3月に承認され、抽選システムを通じて年間200件の許可を発行することが計画されており、2023年春から施行された。

## 文化

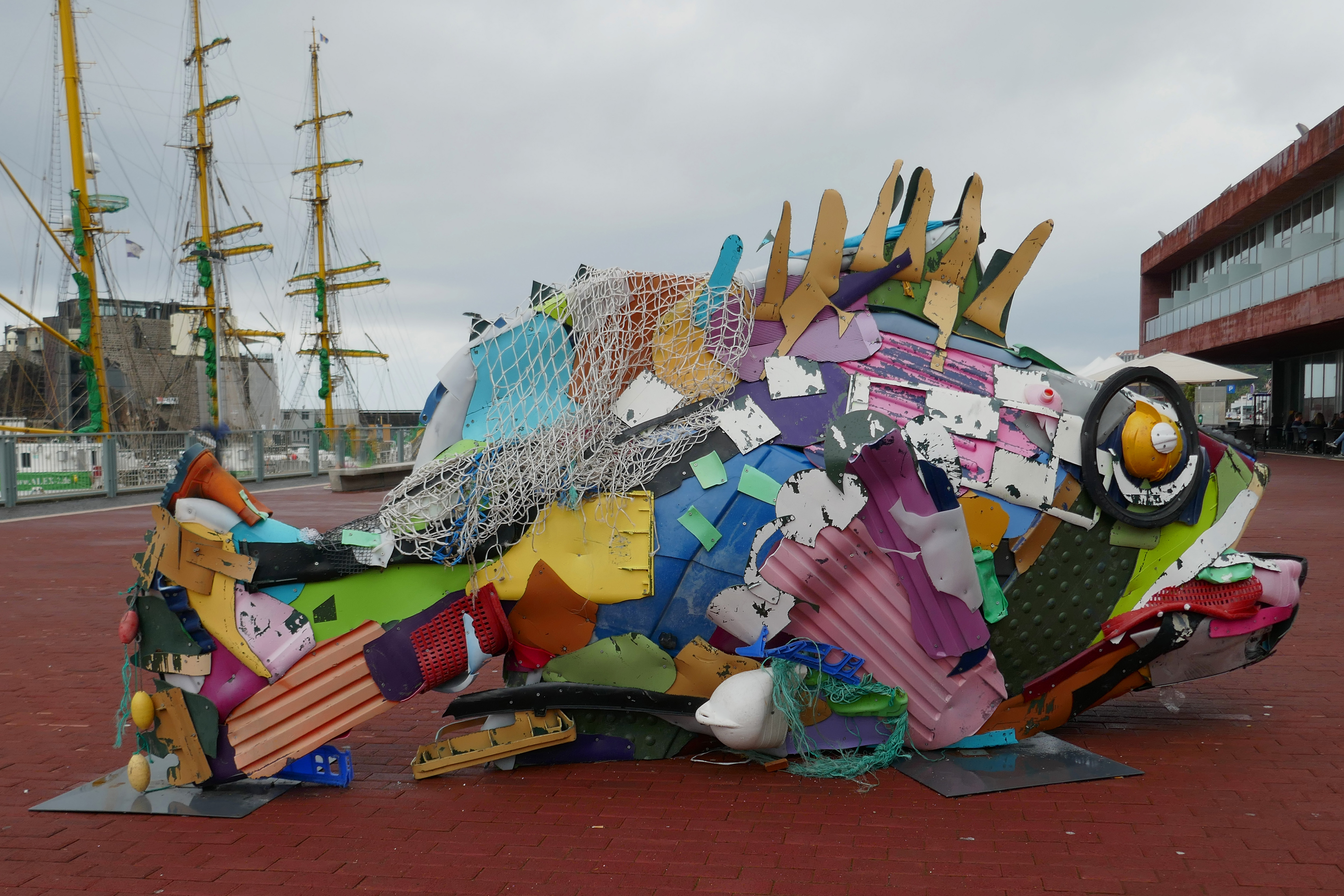
フンシャルに設置されている

ポルトガルのアーティストにより、環境破壊に関して問題提起をするために海洋ゴミから巨大な本種の像が制作された。